# The Legend of Hercules
The Legend of Hercules es una película de 2014 dirigida por Renny Harlin y coescrita por Harlin con Daniel Giat, Giulio Steve, y Sean Hood. Los actores principales son Kellan Lutz, Gaia Weiss, Scott Adkins, Roxanne McKee, y Liam Garrigan.

## Elenco
- Kellan Lutz como Hércules/Alcides.[7]
- Gaia Weiss como Hebe.
- Scott Adkins como Anfitrión
- Roxanne McKee como Alcmena.
- Liam Garrigan como Ificles.
- Liam McIntyre como Sotiris.
- Rade Šerbedžija como Quirón.
- Johnathon Schaech como Tarak.
- Luke Newberry como Agamenón.
- Jukka Hilden como Creonte.
- Kenneth Cranham como Lucius.
- Mariah Gale como Kakia.
- Sarai Givaty como Saphirra.
- Richard Reid como Arquero #1.
- Spencer Wilding como Humbaba.
- Bashar Rahal como Comandante #1.

## Recepción

### Críticas
En Rotten Tomatoes, tiene un 3% basado en 71 críticas. En Metacritic, tiene un 22 sobre 100 basado en 19 críticas.

### Taquilla
Recaudó $8,868,318 en su primer fin de semana. A partir del 9 de marzo de 2014, la película recaudó $18.8 millones en Estados Unidos y $42.4 millones internacionalmente haciendo un total de $61.3 millones.